# Цувано

Цува́но (яп. 津和野町, つわのちょう, МФА: [t͡suwano t͡ɕoː]?) — містечко в Японії, в повіті Каноасі префектури Сімане. Розташоване в південно-західній частині префектури, на березі річки Цувано. Отримало статус містечка 1889 року. Площа становить 307,09 км². Станом на 1 серпня 2011 року населення складало 8254  осіб, густота населення — 26,9 осіб/км². Основою економіки є сільське господарство, текстильна промисловість. Традиційні ремесла — виробництво японського паперу. В населеному пункті розташовані синтоїстське святилище Тайкодані-Інарі, замок Цувано, буддистський монастир Йомей, церква святої Марії.

## Географія
Цувано розташоване на заході острова Хонсю, на південному заході префектури Сімане, на кордоні з префектурою Ямаґуті. 90 % площі займають гори, покриті густим лісом. Центральна частина містечка розташована в западині, якою протікає річка Цувано, південна притока річки Такацу. Найвищою точкою є гора Аоно, вулкан висотою 908 м.

## Історія

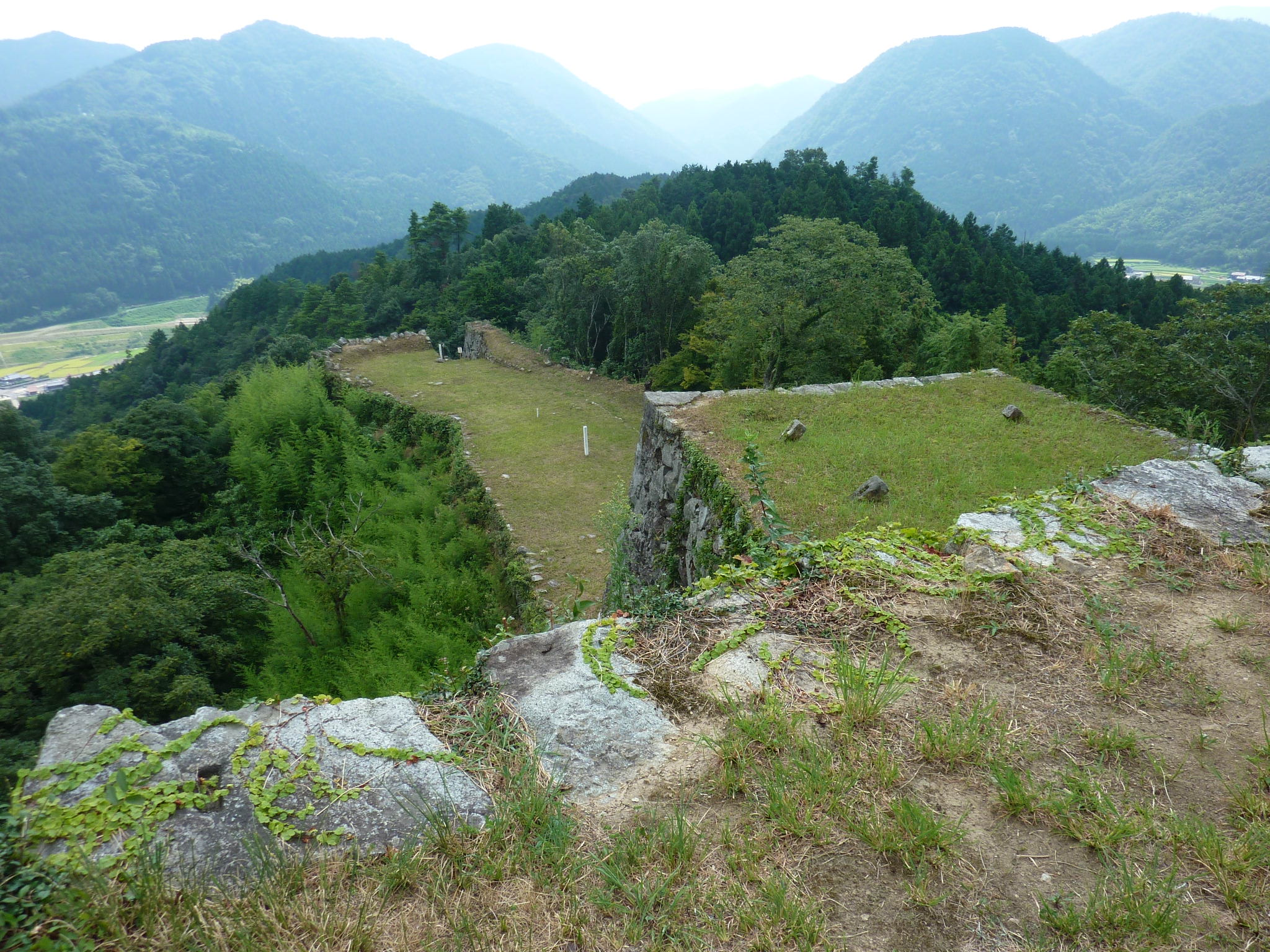
Руїни замку Цувано.

Цувано виникло як середньовічне призамкове поселення провінції Ідзумо. Наприкінці 13 століття місцевим володарем став самурайський рід Йосімі, що був направлений сюди зі Східної Японії. 1295 року голови роду збудували замок-резиденцію на лівому березі річки Цувано, на горі Рейкі (367 м). Початково замок називався Санбонмацу, але згодом був перейменований на Цувано. У підніжжя замку виникло ремісничо-купецьке поселення, що дало початок містечку.
1600 року, після битви при Секіґахарі, замок і містечко Цувано стали володінням самурайського роду Сакадзакі. Проте через конфлікт із родиною сьоґунів Токуґава його голова покінчив життя самогубством, а його землі були конфісковані. 1617 року новим господарем Цувано став рід Камей. Він заклав основи автономного уділу Цувано, який проіснував до середини 19 століття. Після ліквідації уділу та історичного поділу на провінції містечко стало складовою префектури Сімане.
1889 року Цувано отримало статус містечка. 1955 року воно поглинуло сусідні села Хатаґасако, Кібе та частину села Оґава. 2005 року Цувано об'єдналося з містечком Нітіхара. Будинок містечкової адміністрації розташовано в Нітіхарі.

## Населення
Станом на 2005 рік населення Цувано становило 9515 осіб. Більша частина мешканців проживає в центральній частині, на березі річки Цувано.

## Економіка
Основою економіки Цувано є сільське господарство, текстильна промисловість, целюлозно-паперова промисловість, туризм. В містечку вирощують ліс для деревообробки, японський хрін васабі та їстівні гриби сіїтаке.
Традиційними ремеслами є виготовлення японського паперу на основі паперового дерева, а також виробництво японських сідел. Тривалий час, починаючи з 13 століття, економіку Цувано підтримувала мідна копальня Сасаґадані. Протягом 17 — 19 століття вона перебувала під прямим контролем сьоґунату Токуґава.

## Транспорт
Від початку 20 століття Цувано сполучається з сусідніми населеними пунктами лінією Ямаґуті залізниці JR. Через містечко проходять державні автошляхи № 9 і № 187.

## Туризм

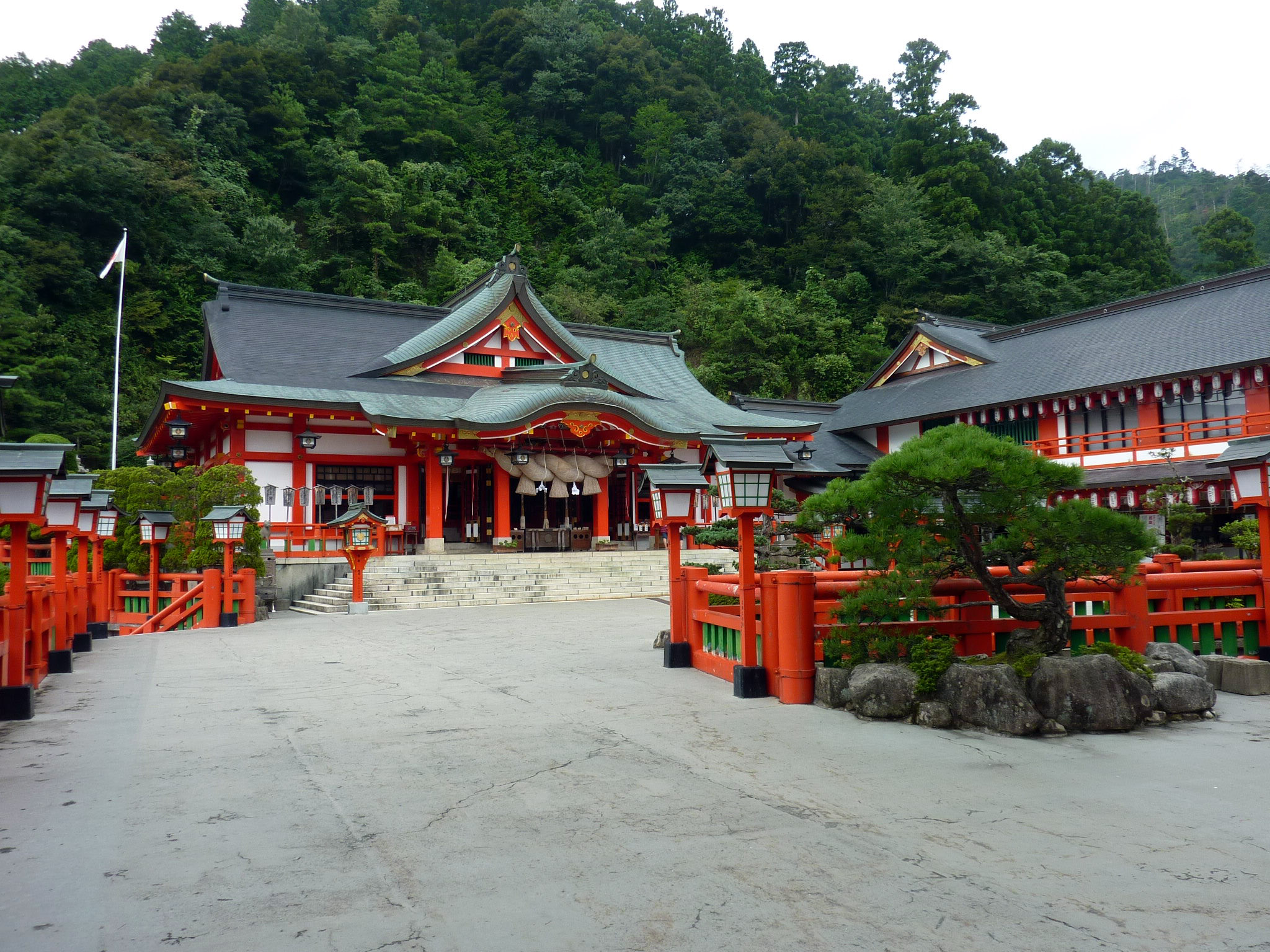
Святилище Тайкодані-Інарі.

В центральній частині Цувано розвинена туристична інфраструктура. Завдяки великій кількості історично-культурних пам'яток, що збереглися, містечко називають «малим Кіото». Вздовж річки Цувано розташований старий квартал з самурайськими садибами раннього нового часу та приватний сад роду Хорі. Тут стоять будинки корифея японської літератури Морі Оґая та просвітителя Нісі Акане. В буддистському монастирі Йомей розміщені усипальниця голів роду Камей та могила полководця Сакадзакі Наоморі. Місцеве синтоїстське святилище Тайкодані-Інарі є одним з п'яти найбільших святилищ Інарі в країні.
На перевалі Отоме розташована католицька Церква святої Марії. Вона збудована в пам'ять про японських християн-мучеників, що були переселені сюди з Наґасакі в 1870 році за наказом уряду й страчені під тортурами.
З 1991 року в Цувано працює Музей Морі Оґая, а з 2001 року — музей Анно Міцумаси. На території колишньої Нітіхари розташована Нітіхарська обсерваторія та астрономічний архів. Серед інших культурних надбань містечка — старовинний танок чаплі, що виконується при святилищі Ясака, місцеві танці нембуцу й Івамі-каґура.

## Уродженці
- Морі Оґай — письменник.
- Нісі Акане — освітянин.